# Putian
Putian, tidigare känd som Putien eller Hinghwa, är en stad på prefekturnivå, som är belägen vid kusten i provinsen Fujian i Kina. Den ligger omkring 81 kilometer sydväst om provinshuvudstaden Fuzhou.

## Näringsliv
Putian är en bas för export av produkter från Fujian, de viktigaste produkterna är skor, bryggeriprodukter elektronik, kläder, frukt, grönsaker och maskiner. Staden är bland annat känd för sina kopior av märkesskor.

## Historia
Orten grundades som ett härad under den sydliga Chendynastin (557–589) under De sydliga och nordliga dynastiernas epok.
Under Qingdynastin var Putian härad huvudort i prefekturen Xinghua (kinesiska: 興化府?, pinyin: Xīnghuàfŭ), och orten var också känd under detta namn.
2002 ombildades Putian till en stad med prefekturstatus.

## Språk
Större delen av områdets invånare talar dialekten Puxian Min, som tillhör den kinesiska dialektgruppen Min.

## Administrativ indelning
Putian är indelad i fyra stadsdistrikt och ett härad:
- Stadsdistriktet Chengxiang (城厢区)
- Stadsdistriktet Hanjiang (涵江区)
- Stadsdistriktet Licheng (荔城区)
- Stadsdistriktet Xiuyu (秀屿区)
- Häradet Xianyou (仙游县)

Wuqiu-öarna, som är belägna strax utanför Putians kust, kontrolleras av Republiken Kinas regering på Taiwan och administreras därifrån som en del av Kinmens härad. Folkrepubliken Kinas regering, som gör anspråk på Taiwan, hävdar att öarna hör till stadsdistriktet Xiuyu.
Den vackra ön Meizhou Dao, som också är belägen utanför Putians kust, anses vara gudinnan Mazus födelseplats.

## Klimat
Genomsnittlig årsnederbörd är 1 642 millimeter. Den regnigaste månaden är augusti, med i genomsnitt 293 mm nederbörd, och den torraste är oktober, med 12 mm nederbörd.